# Narycia dicranota
Narycia dicranota är en fjärilsart som beskrevs av Turner 1923. Narycia dicranota ingår i släktet Narycia och familjen säckspinnare. Inga underarter finns listade i Catalogue of Life.